# Koto Baru Semerap
Koto Baru Semerap is een bestuurslaag in het regentschap Kerinci van de provincie Jambi, Indonesië. Koto Baru Semerap telt 1372 inwoners (volkstelling 2010).